# 槍岳
槍岳（Yari-ga-take）是日本第５高峰，標高3,180公尺，位於飛驒山脈南部，為長野縣松本市、大町市與岐阜縣高山市的縣界之一。
槍岳由於受冰雪侵蝕，形如朝天之槍（日语：槍・鑓・鎗，yari），相當尖銳陡峭，有「日本的馬特洪峰」之稱，入選日本百名山，十分受到登山愛好者的青睞，登頂挑戰者絡繹不絕。首次登頂成功者為中田又重郎與僧侶播隆上人，於1828年7月28日寫下歷史的一刻。

## 图片集

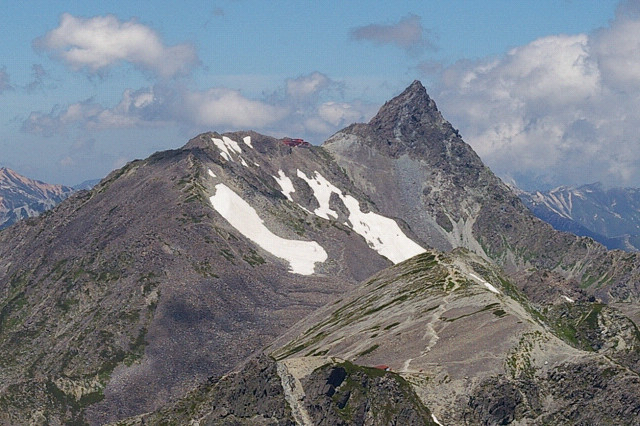
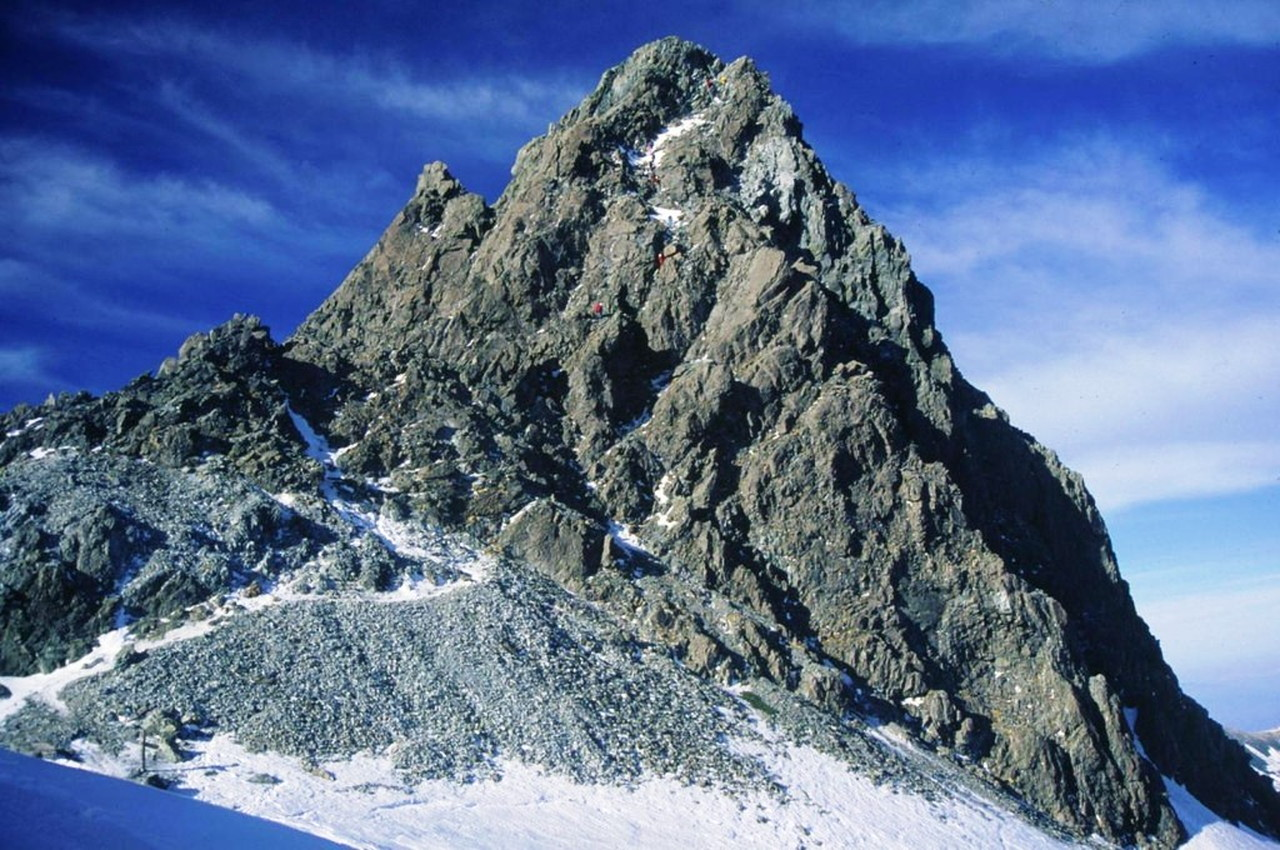
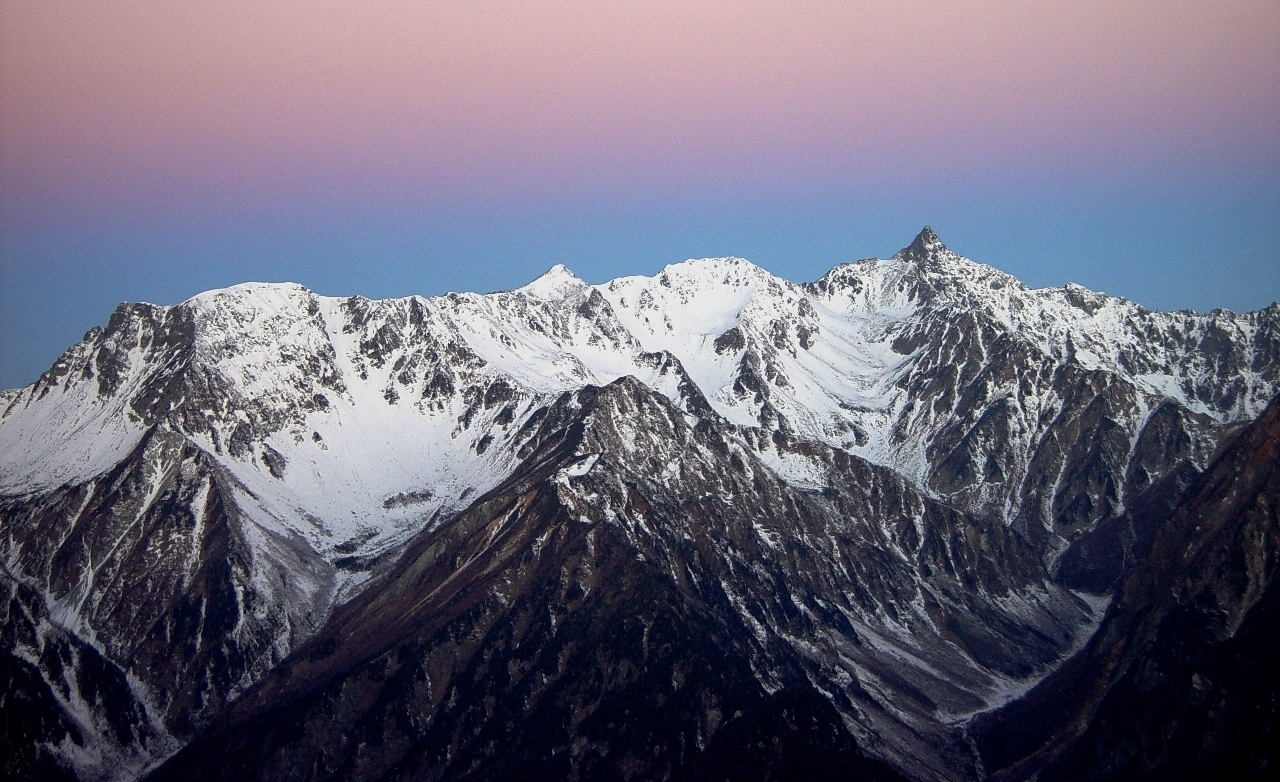
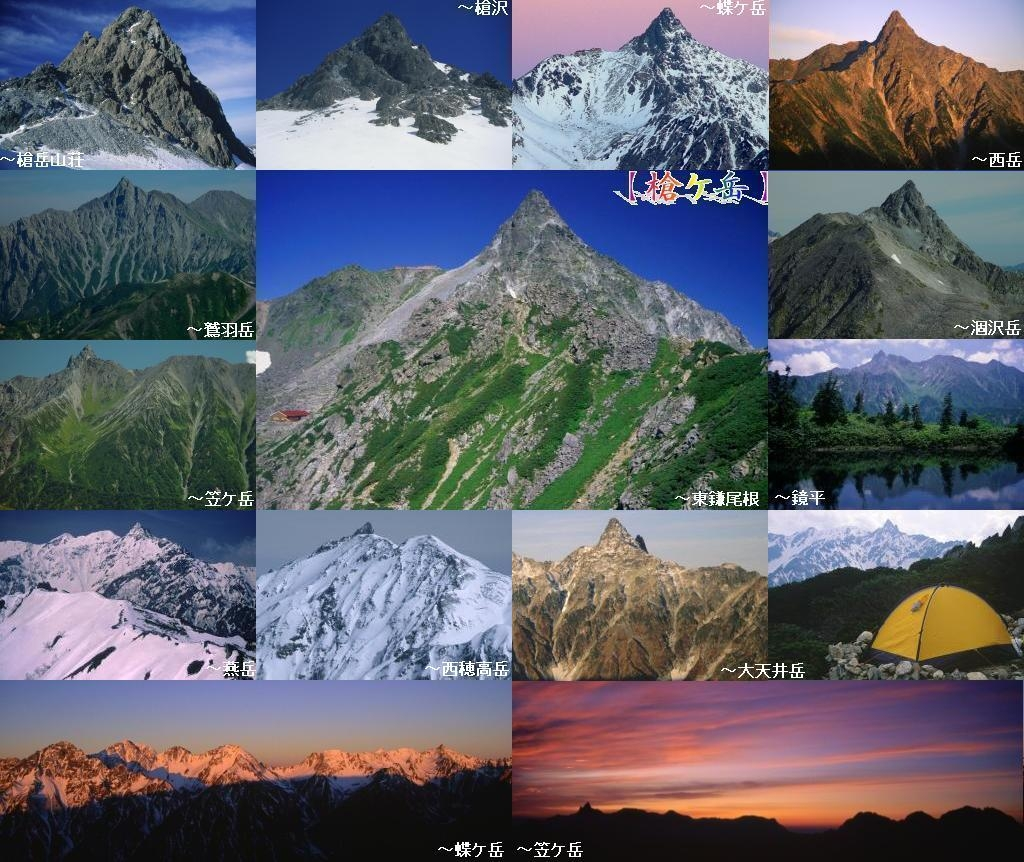
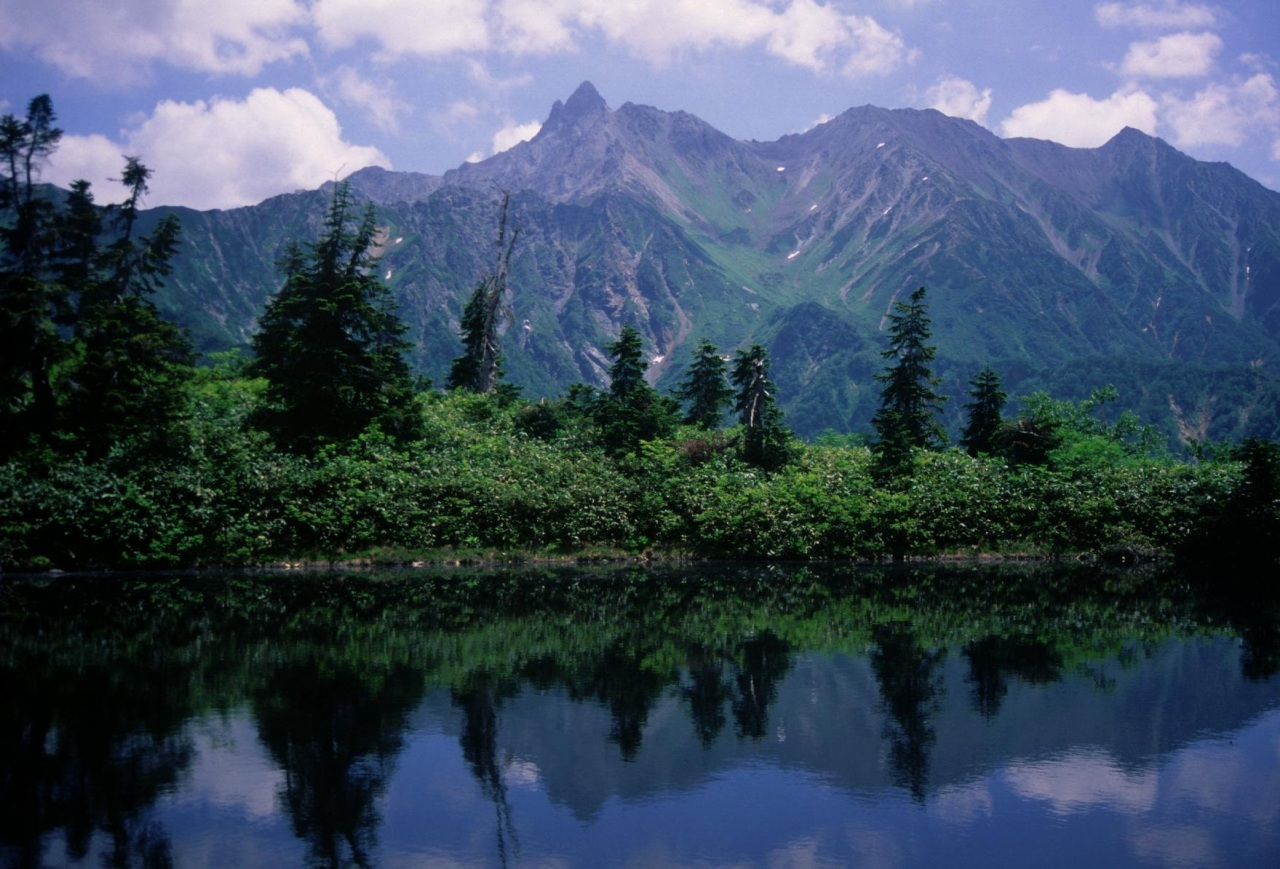
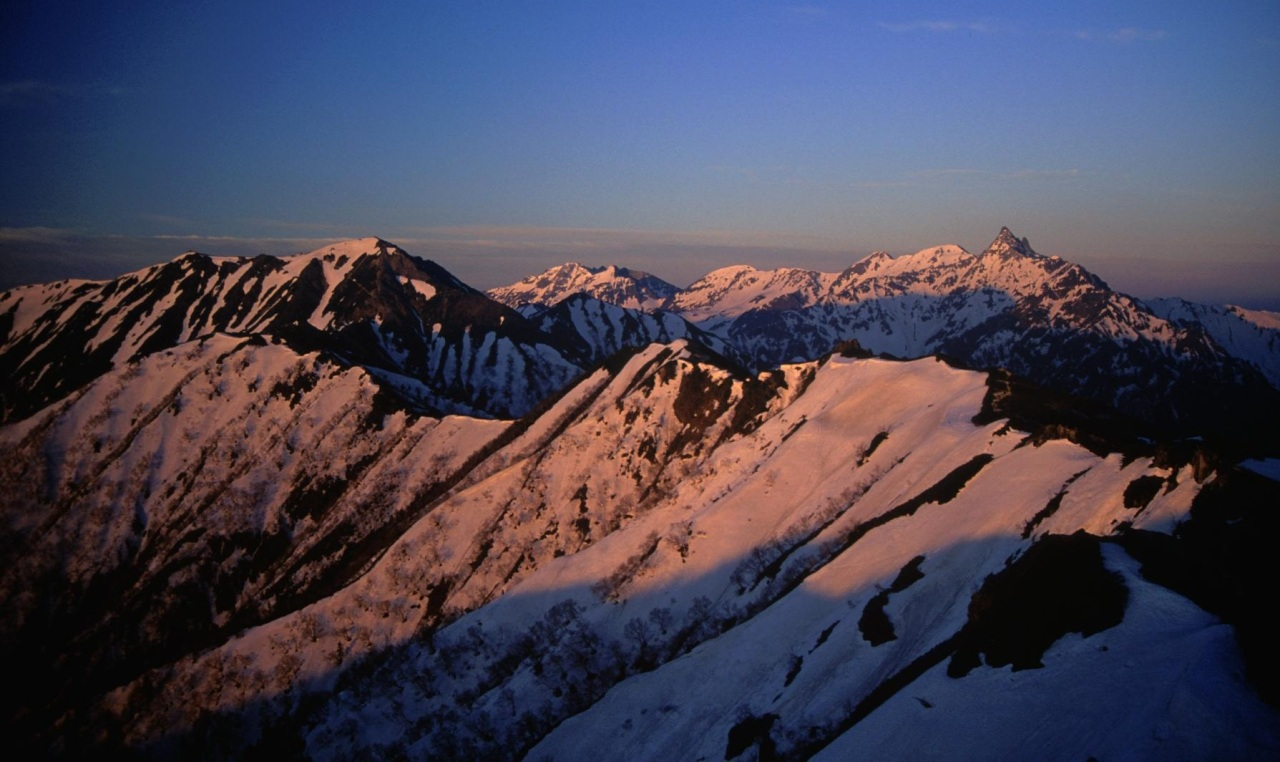
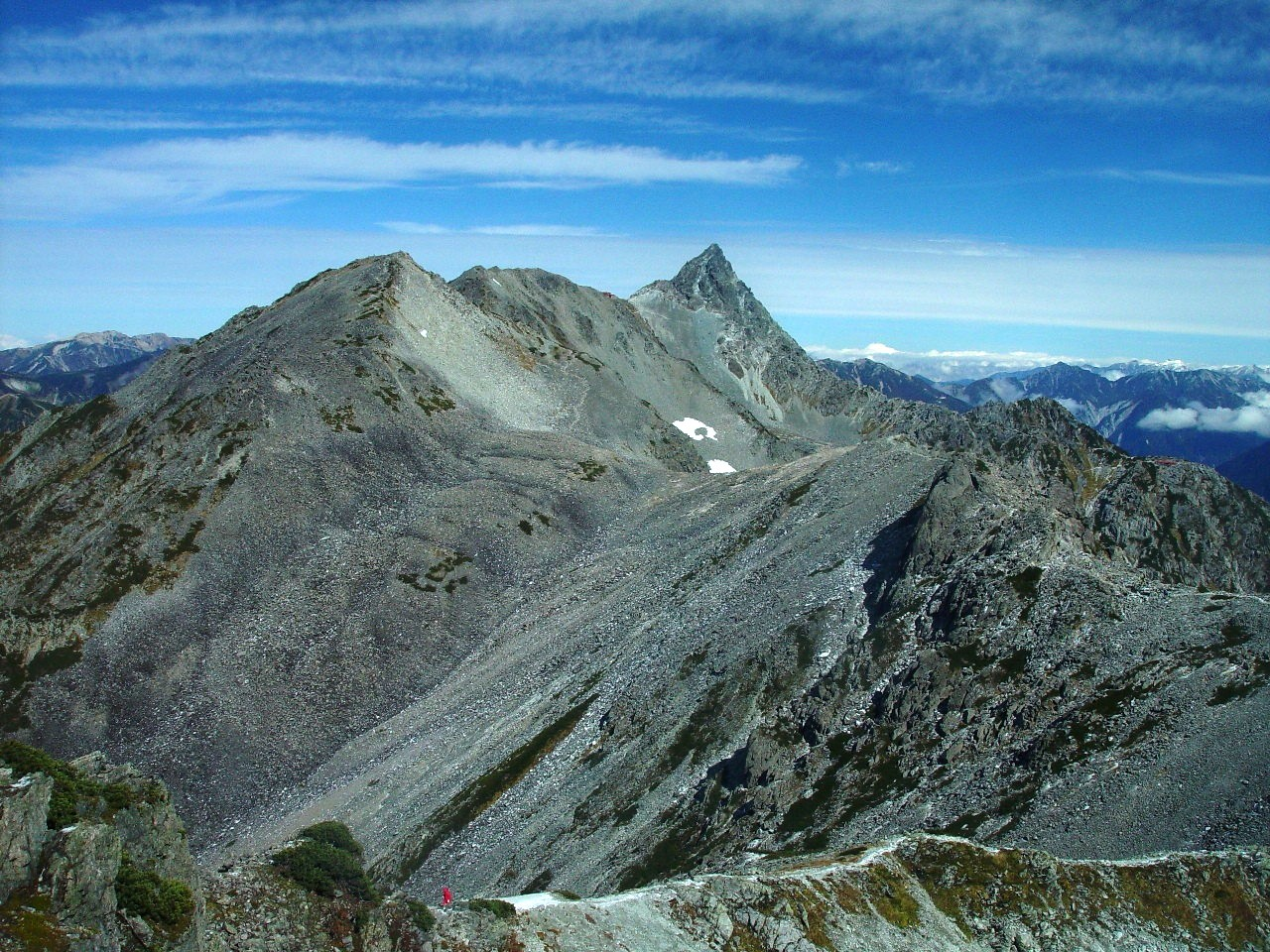
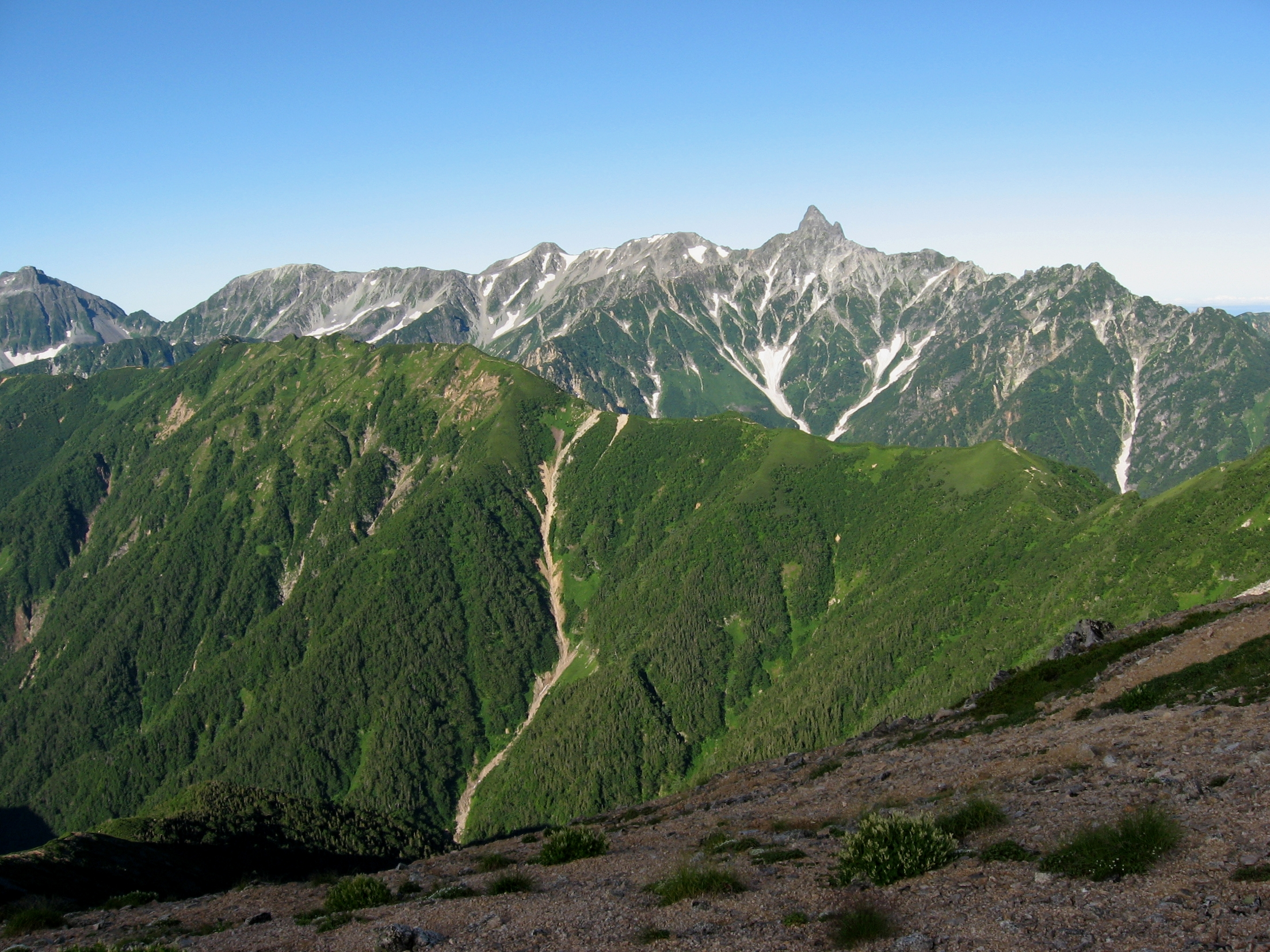
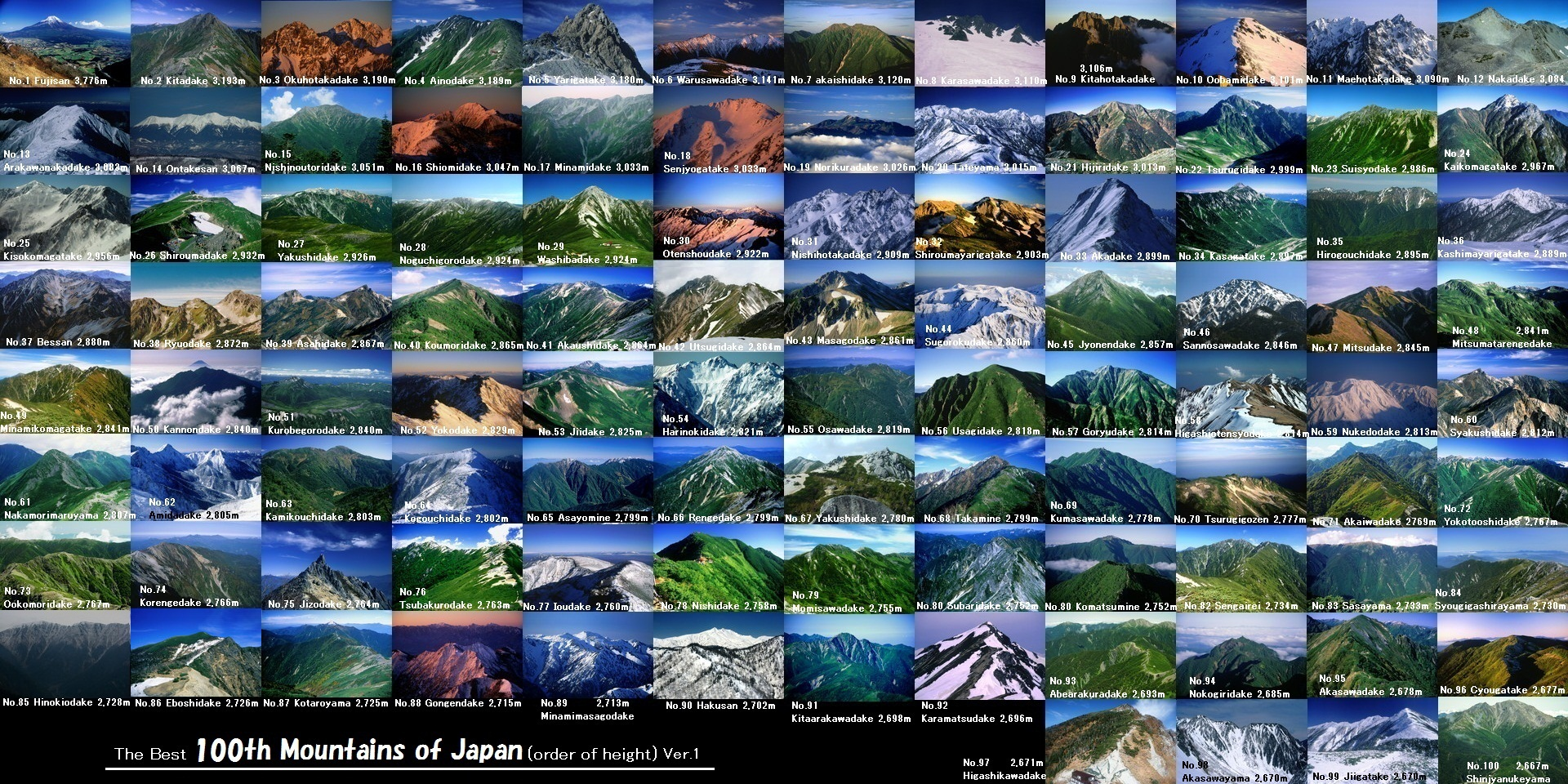

## 関連項目
- 飛驒山脈